# François-Xavier Le Chauff de la Blanchetière
Marie François Xavier Gonzague Le Chauff de La Blanchetière, né à Vallet dans le Pays nantais, le 12 mars 1790, mort le 1er janvier 1843, était un noble breton qui participa à la Guerre de Vendée et Chouannerie de 1832.

## Biographie
Marie François Xavier Gonzague Le Chauff de La Blanchetière est le fils d'Armand Fidèle Constant Le Chauff, sieur de La Blanchetière et de La Bérangeais, et de Flavie Reliquet du Poyet. Ses parents sont tués sous la Révolution, son père dans les Noyades de Nantes et sa mère par les "Bleus".
Il est maire de Vallet dans les premières années de la restauration entre 1819 et 1822, puis chef chouan lors de la dernière guerre de Vendée en 1832, commandant 10 paroisses (soit 900 hommes) dans le vignoble nantais, il fut l'un des plus fidèles serviteurs de la duchesse de Berry.
Lui et sa famille subirent les perquisitions dans leur château de la Blanchetière en Vallet, menées par le général Dermoncourt. Après les événements de l'insurrection légitimiste et sa condamnation aux travaux forcés à perpétuité par contumace, la famille Le Chauff dut fuir la France, d'abord à Jersey. Ils s'installèrent notamment en Autriche auprès de l'ex-duchesse de Berry (devenue comtesse Lucchesi-Palli).
François-Xavier Le Chauff de la Blanchetière finit sa carrière comme inspecteur des forêts du comte de Chambord à Vassy en Champagne.

## Sources
- Antony Dugast, Vallet 1832, un chef chouan dans la Vendée de Madame, Editions Opéra mars 2011, préface de Jean de Malestroit.
- Bibliothèque nationale de France, catalogue général[1].